# Белоопашато прерийно куче
Белоопашатото прерийно куче (Cynomys leucurus) е вид бозайник от семейство Катерицови (Sciuridae).

## Разпространение
Видът е разпространен в западен Уайоминг и западен Колорадо, както и с малки площи в източна Юта и южна Монтана.